# Baides
Baides es un municipio y localidad española de la provincia de Guadalajara, en la comunidad autónoma de Castilla-La Mancha. El término municipal tiene una población de 51 habitantes (INE 2024).

## Símbolos
El escudo heráldico que representa al municipio fue aprobado oficialmente por decreto el 2 de mayo de 1990. Se blasona de la siguiente manera:

Escudo español, de plata, una banda de sable y en orla, brochante sobre el todo, la cadena de oro, de ocho eslabones. Al timbre, Corona Real cerrada.
Diario Oficial de Castilla-La Mancha nº 31 de 9 de mayo de 1990

## Geografía
La localidad está situada a una altitud de 861 m sobre el nivel del mar. Está situada en la Ruta de la Lana, entre Mandayona y Viana de Jadraque.
| Noroeste: Viana de Jadraque    | Norte: Viana de Jadraque  | Noreste: Viana de Jadraque |
| Oeste: Cendejas de la Torre    |                           | Este: Sigüenza             |
| Suroeste: Cendejas de la Torre | Sur: Villaseca de Henares | Sureste: Mandayona         |

## Historia
Hacia mediados del siglo XIX, el lugar tenía contabilizada una población de 176 habitantes. La localidad aparece descrita en el tercer volumen del Diccionario geográfico-estadístico-histórico de España y sus posesiones de Ultramar de Pascual Madoz de la siguiente manera:

BAIDES: v. con ayunt. de la prov. de Guadalajara (9 leg.), part. jud. y dióc. de Sigüenza (2), aud. terr. de Madrid (19), c. g. de Castilla la Nueva: sit. en un barranco á la falda de un cerro, entre cord. de mayor elevacion á las márg. del r. Henares; goza de benigno clima; le combate con mas frecuencia el aire N., y reinan mucho las calenturas intermitentes y los afectos reumáticos: tiene 70 casas, en las que se cuenta el palacio de los condes de Salvatierra, ant. señores del pueblo, edificio espacioso y de sólida arquitectura, pero que no ofrece particularidad digna de atencion; la consistorial y escuela, á la que concurren 25 niños y 15 niñas, la desempeña el sacristan y secretario que percibe una pequeña retribucion en granos, por parte de los discípulos: en los afueras, y á mas de 40 pasos al E. de las últimas casas, se halla la igl. parr., que es un edificio antiquísimo, de poca solidez, compuesto en su mayor parte de retazos y remiendos, construidos en varias épocas, segun lo han exijido las diferentes quiebras que el transcurso de los tiempos ha causado en su primera construccion; el templo se halla dedicado á Sta. María Magdalena: tiene un anejo en Vianilla, y el cura lo es de la clase de vicarias, y de concurso en el general del ob.: lindante con la igl. está el cementerio, y algo mas lejos 1 ermita dedicada á la Soledad; se surte de aguas potables en 1 fuente que dist. 600 pasos, la cual es tan poco abundante, que á pesar de depositar sus aguas en un arca de piedra silleria, hay precision de hacer uso en los veranos de otra que se halla á 2,500, llamada de la Carrera, y cuyas aguas son de inferior calidad: en lo alto del cerro, á cuya falda está el pueblo, se ven los cimientos de un ant. cast., resto de las fortalezas que poseia el ant. señor, y á las márg. del r. hay una hermosa huerta de árboles frutales de todas clases, que también le pertenece. Confina el térm. por N. con el de Vianilla á 1/4 leg.; E. desp. de Cutamilla 1/2 leg.; S. Villaseca de Henares y Mandayona 1/4, y O. Cendejas de la Torre, á igual dist.: comprende 33 suertes ó quiñones de á 40 fan. cada uno en que se hallan divididas las vegas para el cultivo, y ademas 1,300 fan. de nuevas roturaciones en los montes, de los cuales se conservan algunos arbolados de carrasca y roble, y en muchos sitios de enebro y sabina; de ambos se hacian grandes carboneos, pero se van reduciendo diariamente: hay tambien al E. del pueblo una buena deh. de monte hueco de encina y roble, que prod. mucha bellota: la baña el r. Henares que baja de Sigüenza, y pasa tocando á las casas del pueblo, en donde tiene 1 puente de 1 arco de piedra silleria, de 28 pies de largo y 12 de ancho, construido en 1760: por bajo de este puente, y á 300 pasos, se reune otro r. que tambien se llama Henares; sus aguas son saladas, porque reciben los derrames de las salinas de Imon y de la Olmeda: en las inmediaciones de ambos r. nacen muchos manantiales; pero no se pueden aprovechar sus aguas, porque se confunden desde luego con las de los r.: el terreno está todo cortado por 3 cord. de montañas elevadas y escabrosas, que desprenden con mucha abundancia en tiempos de lluvias, piedras y casquijo, causando notable perjuicio en las tierras de labor. Los caminos son ásperos y de herradura: se recibe el correo en Sigüenza los miércoles y sábados de cada semana: prod.: trigo, cebada, centeno, avena, garbanzos, legumbres, y fruta muy delicada; se mantienen 1,500 cab. de ganado lanar, 200 de cabrio, 40 de vacuno y 110 caballerias mayores: se crian muchas perdices, conejos y animales dañinos, habiéndose visto en el invierno de 1845 hasta 18 lobos reunidos: en los r. hay muchos ánades grandes y pequeños: pobl.: 66 vec., 176 alm.: cap. prod.: 1.491,800 rs.: imp.: 54,100: contr.: 3,960 rs. 23 mrs.: presupuesto municipal: 1,500, del que se pagan 88 al secretario por su dotacion, y se cubre con 1,000 rs. del prod. de la taberna y repartimiento vecinal.
(Madoz, 1846, p. 301)

## Demografía
Baides cuenta con una población de 51 habitantes (INE 2024).
| Gráfica de evolución demográfica de Baides entre 1842 y 2021                                                        |
| |
| Población de derecho según los censos de población del INE Población de hecho según los censos de población del INE |

## Personas notables
- Ángel María Lera (1912-1984), periodista y escritor